# Branwen
Branwen is een persoon in de Welshe mythologie. Zij was de dochter van Llyr (zee) en Penarddun en een zuster van Bran (raaf) de Gezegende en Manawyddan. Haar naam komt waarschijnlijk van Bronwen (witte borst).
Toen de Ierse opperkoning Matholwch naar Brans hof in Harlech kwam, werd besloten dat hij Branwen zou huwen. Maar haar halfbroer Efnisien was daar niet in gekend. Beledigd sneed hij de lippen, oren en staarten af van de paarden van Matholwch. Bran beloofde ter wille van de vrede daarop Matholwch nieuwe paarden en een toverketel. De toverketel was eerder door de reuzen Llassar Llaes Gyngwyd en zijn vrouw Kymidei Kymeinvoll uit zee naar Matholwch in Ierland gebracht, maar ze werden door hem samen met hun kinderen in een ijzeren huis gevangengezet, waarna het door smeden in brand werd gestoken. Llassar wist met zijn vrouw én de ketel naar 'het eiland van de Machtige' (Brittannië) te ontkomen. Nu droeg Bran de ketel weer over aan de Ierse koning. 
In Ierland werd Branwen, die zeer goedgeefs was, eerst vreugdevol ontvangen. Al spoedig kreeg ze een zoon, Gwern. Maar na enkele jaren klaagden Matholwchs vrienden en verwanten dat ze niet voldoende genoegdoening hadden ontvangen. Daarom degradeerde Matholwch Branwen tot keukenmeid.
In de drie jaar waarin Branwen in de keuken werkte, bracht ze een spreeuw groot die ze leerde Bran te herkennen. Vervolgens liet ze hem los met een brief aan zijn poot. Toen Bran las wat zijn zuster was aangedaan, voer hij met een leger naar Ierland. Zelf waadde hij door de zee, want hij was te groot voor zowel een huis als een schip. Op zijn schouders droeg hij muzikanten. Het kwam tot een eerherstel van Branwen en een openlijke verzoening (Gwern zou koning worden), maar Efnisien vermoordde Gwern op het verzoeningsfeest waarna de krijgers van beide landen elkaar uitmoordden. Vóór Bran omkwam gaf hij opdracht zijn hoofd, dat bleef spreken, af te hakken en na lange omzwervingen in de witte heuvel in Londen te begraven. Toen Branwen weer in Brittannië aankwam, stierf ze ter plaatse van verdriet om het leed dat ter harer wille beide eilanden was aangedaan. Ze werd begraven naast de rivier de Alaw in de grafheuvel Bedd Branwen: "Branwen haar graf".
Abnoba · 
Ancamna ·
Andarta ·
Andraste ·
Anu ·
Artio · 
Arduinna · 
Arvernorix · 
Aufaniae · 
Ategnissa · 
Aveta · 
Badb ·
Banba ·
Belenos ·
Belisama · 
Bormo · 
Branwen ·
Breg ·
Bres ·
Breogán ·
Brigantia · 
Bussurigios · 
Cailleach ·
Camulos ·
Caturix · 
Cernunnos ·
Cicollos · 
Cissonius · 
Cú Chulainn ·
Dagda ·
Danu ·
Domnu ·
Epona ·
Ériu ·
Esus ·
Fand ·
Fódla ·
Gontia · 
Grannus · 
Gwendolyn ·
Herecura · 
Icovellauna · 
Intarabis · 
Inciona ·
Iouga ·
Lí Ban ·
Litavis · 
Llŷr ·
Loucetius · 
Lugh ·
Lugos · 
Luxovius ·
Macha ·
Marrigu ·
Matres ·
Mogons · 
Mogontia · 
Morrigan ·
Nemain ·
Nemetona · 
Ogma ·
Ogmios · 
Poeninus · 
Ritona · 
Rhenus · 
Rosmerta · 
Seela ·
Sequana ·
Sídhe ·
Suleviae ·
Taranis · 
Toutiorix · 
Teutanus · 
Teutates ·
Tuatha Dé Danann ·
Vassocaletis · 
Vellaunus ·
Vosegus · 
Xulsigiae
Annwfyn · Arawn · Arthur · Arianrhod · Bran · Branwen · Culhwch · Dôn · Efnisien · Gereint · Llŷr · Macsen Wledic · Manawyddan · Matholwch · Pwyll · Rhiannon